# Доровська
Доровська (рос. Доровская) — присілок в Вельському районі Архангельської області Російської Федерації.
Населення становить 0 осіб. Входить до складу муніципального утворення Липовське муніципальне утворення.

## Історія
Від 1937 року належить до Архангельської області.
Від 2004 року належить до муніципального утворення Липовське муніципальне утворення.

## Населення
| 2002 | 2010 | 2012 | 2014 |
| ---- | ---- | ---- | ---- |
| 0    | →0   | →0   | →0   |